# Ормізд II

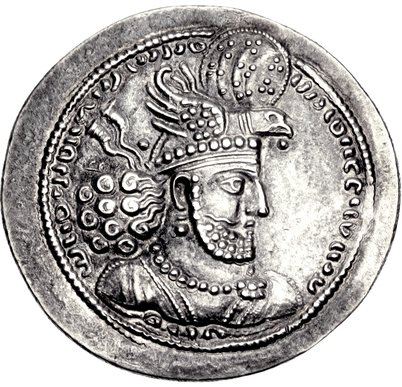
Монета Ормізда II

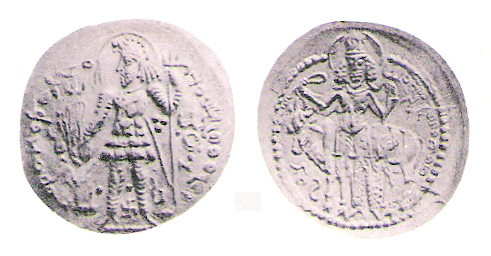
Монета Ормізда II

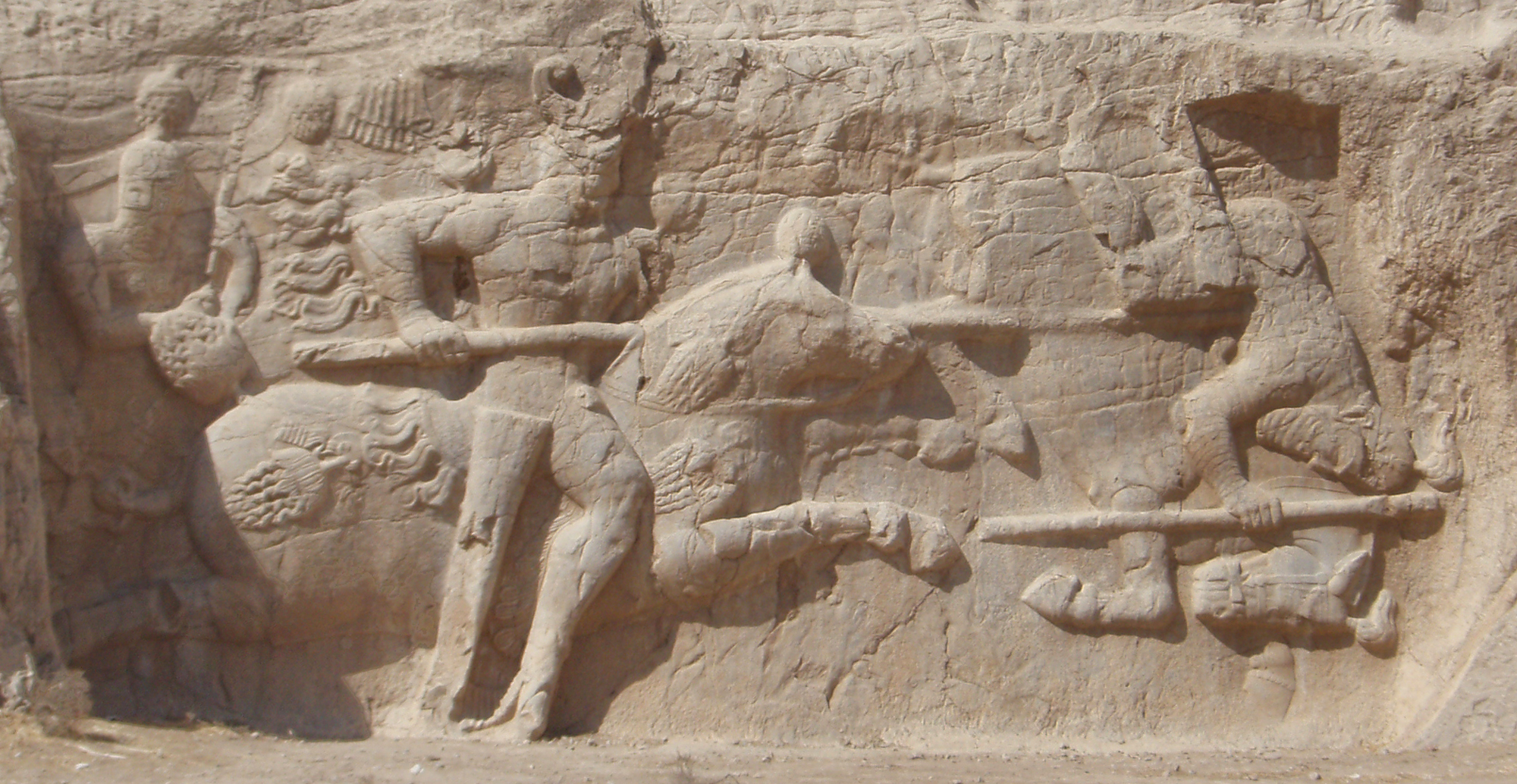
Рельєф Ормізда II

Ормізд II (Хормізда) — шахиншах Ірану та не-Ірану в 302-309 роках, з династії Сасанідів.

## Історія
Ормізд був сином шахіншаха Нарсе, який відкрікся від престолу. Був одружений з кушанською принцесою. Після зречення свого батька від престолу Ормізд став його наступником. 
Дуже мало відомо про його правління. Незважаючи на те, що він здавався м'яким, мудрим та доброзичливим, цар правив жорстоко. Він відновив переслідування махінеїв. Ормізд послав війська в Сирії, щоб вимагати данину з гассанідів, які підтримали Римську імперію. У цьому поході він і загинув у результаті поранення. 
За повідомленням Хроніки Сеерти, він вів війну проти римлян, щоб помститися за поразку свого батька, а Хроніка Арбели стверджує, що коли почалися гоніння на християн з боку римських імператорів, він зібрав велике військо, вторгся в римські території та розграбував багато міст. Достовірність цього повідомлення — під питанням. 
Після смерті Ормізда його старший син був убитий аристократичною верхівкою, другий — засліплений, а третій — ув'язнений. Так що царем ще в утробі став його молодший син Шапур II. 